# Hotel 52
Hotel 52 – polski serial obyczajowy emitowany na antenie telewizji Polsat od 25 lutego 2010 do 28 listopada 2013.

## Fabuła
Główna bohaterka, Natalia Lipska, studentka malarstwa, w nieoczekiwanych okolicznościach zostaje właścicielką tytułowego hotelu. Menedżerką placówki jest Iwona Szwed, była kochanka zmarłego ojca Natalii. Duży wpływ na ich relacje mają przeszłe stosunki między Iwoną a Mariuszem Lipskim, założycielem hotelu.
Jednym z pracowników personelu jest Artur Górski, który po konflikcie z rodziną musiał zrezygnować ze studiowania prawa i zacząć samodzielne życie. Poznał Natalię jeszcze przed ich spotkaniem w hotelu, jednak dopiero w nowym otoczeniu ich relacje ulegają rozwinięciu. Stanowisko konsjerża zajmuje Michał Horwat, w przeszłości związany z Iwoną, obecnie mający własną rodzinę. Ich przeszły związek wciąż ma wpływ na ich obecne relacje. Pozostałymi pracownikami hotelu są m.in.: 
- Paweł Sadyba, młody szef kuchni,
- Kuba Gwiazda, boy hotelowy z dobrymi kontaktami wśród gości,
- kelnerka Marta, która zamierza kontynuować swoją edukację,
- Paula, recepcjonistka, oddzielająca swoje życie prywatne od hotelowego,
- Robert, barman,
- a także pokojówki, w tym szefowa Lucyna Karolak, która lubi zbierać pieniądze i rządzić podwładnymi, oraz Jola.

Wpływ na członków personelu mają także goście i poszczególne ich historie.

## Obsada

### Pracownicy hotelu
- Marek Bukowski jako Andrzej Wysocki, ojciec Igora i menedżer hotelu
- Magdalena Cielecka jako Iwona Szwed, była menedżerka hotelu
- Filip Bobek jako Tomasz Rosiecki, concierge hotelu
- Kamil Kula jako Igor Szwed, były kierowca hotelowy i recepcjonista, syn Iwony i Andrzeja
- Weronika Rosati jako Maria Jordan, była partnerka Tomasza
- Klaudia Halejcio jako recepcjonistka Sara Wyrzykowska
- Magdalena Lamparska jako kelnerka Marta, później recepcjonistka
- Krzysztof Kwiatkowski jako Artur Górski, recepcjonista, później menadżer nowo powstałego hotelu
- Jakub Mazurek jako Robert, barman
- Lucyna Malec jako Lucyna „Lucy” Karolak, szefowa pokojówek
- Magdalena Stużyńska-Brauer jako Jola, pokojówka
- Maciej Musiał jako Łukasz Szeląg, kucharz i syn znajomych Natalii
- Karolina Nolbrzak jako Edyta Szmidt, znajoma Aleksandra
- Peter J. Lucas jako Aleksander, znajomy Andrzeja
- Anna Karczmarczyk-Litwin jako Tosia Rutkowska, opiekunka Krzysia
- Jakub Wieczorek jako Leszek, szef kuchni
- Sławomir Zapała jako Żenia, pomocnik kucharza
- Maciej Dancewicz jako doorman
- Piotr Jankowski jako Marek Kubacki, znajomy Edyty i Aleksandra
- Laura Samojłowicz jako Natalia Lipska, właścicielka hotelu
- Rafał Królikowski jako Michał Horwat, były concierge oraz menedżer
- Dominika Bednarczyk jako Anna Horwat, żona Michała
- Jan Wieczorkowski jako Mateusz Bień
- Marcin Bosak jako Tomasz Malewicz
- Przemysław Sadowski jako Błażej Pośpiech, kolega Andrzeja
- Lech Mackiewicz jako Eryk Kosiński
- Jacek Koman jako Wiktor Prus, rezydent hotelu
- Dorota Kolak jako Maria Górska, matka Artura
- Kinga Ilgner jako Danka, znajoma Iwony i Andrzeja
- Małgorzata Potocka jako Olga Malewicz, matka Tomka
- Sławomira Łozińska jako Urszula Szwed, matka Iwony
- Zbigniew Stryj jako Mariusz Lipski, zmarły ojciec Natalii, były właściciel hotelu
- Justyna Wasilewska jako prostytutka Julia Markiewicz
- Monika Mrozowska jako Joanna Zarańska, znajoma Artura
- Aleksandra Popławska jako Marzena Przybylska, żona Błażeja Pośpiecha
- Gabriel Piotrowski jako Kajtek
- Bronisław Wrocławski jako Jerzy Górski, stryj Artura
- Ireneusz Czop jako Czarek, mąż Joli
- Marta Juras jako Justyna Werner
- Milena Majewska jako Karolinka Horwat, córka Michała i Anny
- Filip Bobek jako Hubert Dębski, lekarz
- Paweł Tomaszewski jako Kuba Gwiazda, boy hotelowy
- Ada Fijał jako kierowniczka restauracji Beata Krajewska, była żona Andrzeja
- Magdalena Kumorek jako recepcjonistka Paula
- Olga Bołądź jako recepcjonistka Dorota Kruszyńska
- Marieta Żukowska jako recepcjonistka Kaja Rusiłowicz
- Marzena Trybała jako Wiola Smolarek, kierowniczka restauracji
- Robert Kuraś jako szef kuchni Paweł Sadyba
- Rafał Zawierucha jako recepcjonista Karol Paprotka
- Piotr Rękawik jako doorman Piotr
- Antoni Paradowski jako Marcin Zabielski, concierge
- Krystian Kukułka jako Damian Makowski, recepcjonista
- Helena Sujecka jako Katarzyna Stroińska, przyjaciółka Natalii
- Amelia Czaja jako Ola Werner, córka Justyny
- Arkadiusz Detmer jako Dawid, szef kuchni
- Sławomir Głazek jako lekarz
- Pascal Kaczorowski jako grillowy
- Anna Matysiak jako Daria
- Dorota Zięciowska jako Agnieszka Danisz, matka Łukasza
- Leon Charewicz jako Mikołaj Danisz, ojciec Łukasza
- Katarzyna Sawczuk jako Kasia
- Amin Bensalem jako Sebastian
- Marcin Błaszak jako kelner

### Goście hotelu i inni bohaterowie

#### Seria pierwsza
Odcinek 1:
- Wacław Warchoł jako Maciej Kłosiński
- Beata Ścibakówna jako Elżbieta Kłosińska, matka Macieja
- Marcin Grzymowicz jako policjant

Odcinek 2:
- Lesław Żurek jako Rafał Tycz
- Magdalena Kajrowicz jako Marzena Tycz, żona Rafała
- Jacek Borkowski jako Tadeusz Zawadzki
- Jacek Bończyk jako adwokat Jan Wilga
- Andrzej Precigs jako kardiolog Krzysztof Dąbrowski
- Aleksander Mikołajczak jako Kozłowski (także w odcinku 12)

Odcinek 3:
- Tomasz Dedek jako Leszek Mamiński
- Ewa Telega jako Urszula Mamińska, żona Mamińskiego
- Anna Samusionek jako Grażyna Makowska, kochanka Mamińskiego
- Ewa Worytkiewicz jako królowa

Odcinek 4:
- Paulina Chruściel jako Inga
- Mateusz Damięcki jako Łukasz, były narzeczony Ingi
- Adam Szarek jako Tomek, narzeczony Ingi
- Michał Meyer jako Krzysztof Kołaczek, świadek pana młodego
- Beata Czernecka jako Włoszka Hanna Trattino

Odcinek 5:
- Witold Dębicki jako Wiktor Sempołowski, dziadek Natalii
- Piotr Fronczewski jako Frederik Giro
- Leszek Teleszyński jako Pankiewicz
- Marek Richter jako Stefan
- Joanna Kasperska jako właścicielka baru
- Agata Załęcka jako uczestniczka aukcji
- Karina Kunkiewicz jako prowadząca aukcję

Odcinek 6:
- Joanna Gleń jako Hanna Kowalczyk
- Sławomir Grzymkowski jako Jan Kowalczyk, mąż Hanny
- Piotr Borowski jako fotograf Dawid Wieluń
- Karolina Piechota jako opiekunka Sashy
- Patrycja Topajew jako Basia, córka Joli i Czarka

Odcinek 7:
- Urszula Grabowska jako Renata Zabłocka
- Adam Cywka jako Marek Zabłocki, mąż Renaty
- Maciej Wilk jako Piotruś Zabłocki, syn Renaty
- Małgorzata Zajączkowska jako Dama z Fretką

Odcinek 8:
- Tomasz Karolak jako pilot Andrzej Radecki
- Katarzyna Kołeczek jako stewardesa Iza
- Monika Obara jako stewardesa Sara
- Paweł Kleszcz jako taksówkarz
- Krzysztof Cybiński jako pilot
- Hubert Jarczak jako konsjerż
- Wojciech Kuliński jako konsjerż
- Karol Wróblewski jako pilot

Odcinek 9:
- Jan Wieczorkowski jako Mateusz Bień (także w odcinkach 10–18)
- Kamila Baar jako Gośka, przyjaciółka Mateusza (także w odcinku 12)
- Tomasz Tyndyk jako hazardzista Paweł
- Piotr Stramowski jako sprzedawca

Odcinek 10:
- Jan Frycz jako profesor Dębski (także w odcinku 18 i 20)
- Marta Chodorowska jako Ewa Targowska
- Ksawery Szlenkier jako Jarek
- Artur Janusiak jako prezes firmy farmaceutycznej
- Marek Bogucki jako doktor Szawłowski (także w odcinku 11 i 13)
- Wiesław Cichy jako ordynator Tadeusz Janicki

Odcinek 11:
- Weronika Asińska jako Agnieszka Jabłońska
- Katarzyna Wajda jako Joanna Jabłońska, siostra Agnieszki
- Katarzyna Taracińska jako pielęgniarka (także w odcinku 12 i 13)

Odcinek 12:
- Katarzyna Galica jako Aldona Matuszewska
- Andrzej Konopka jako Brzeziński
- Paulina Napora jako policjantka Barbara Kosińsla

Odcinek 13:
- Wojciech Rotowski jako Patryk
- Janek Rotowski jako Damian
- Tomasz Budyta jako Sławomir Gral
- Robert Kozyra jako Karol Janicki

#### Seria druga
Odcinek 14:
- Ewa Ziętek jako Krystyna
- Artur Dziurman jako Andrzej
- Dagmara Bąk jako Monika
- Grzegorz Damięcki jako psychoterapeuta Adam Zarzycki (także w odcinku 18 i 20)

Odcinek 15:
- Andrzej Gałła jako polityk Sławomir Markiewicz
- Mariusz Drężek jako producent
- Robert Ostolski jako Zbigniew
- Piotr Bąk jako lekarz

Odcinek 16:
- Robert Czebotar jako Szymon Rosłan
- Jakub Wróblewski jako Marcin Rosłan
- Dobromir Dymecki jako Przemek
- Aleksandra Godlewska jako Bożena Rosłan

Odcinek 17:
- Małżeństwo: Karol (Michał Rolnicki) i Ela (Katarzyna Ankudowicz) jako swingersi
- Magdalena Smalara jako złodziejka Mariola
- Zofia Tomaszewska-Charewicz jako staruszka Helena Brodowska
- Dominik Bąk jako złodziej

Odcinek 18:
- Marek Kalita jako Janusz Wilk
- Weronika Książkiewicz jako Sylwia Wilk
- Wojciech Brzeziński jako Mikołaj, brat Jacka Wilka
- Marcin Rogacewicz jako policjant
- Magdalena Czerwińska jako policjantka

Odcinek 19:
- Natalia Lesz jako ona sama
- Przemysław Pankowski jako Krzysztof Galicki (Kristina)
- Wojciech Leonowicz jako Darek (Emy)
- Wojciech Błach jako detektyw
- Marek Lewandowski jako Jurgielewicz
- Patrycja Durska jako Hanna, żona Krzysztofa
- Janusz Zadura jako menedżer sklepu

Odcinek 20:
- Rafał Cieszyński jako Witek Żak
- Magdalena Łaska jako Magda
- Michalina Sosna jako Anita
- Anita Balcerzak jako Miśka
- Aleksandra Dytko jako Zula

Odcinek 21:
- Małgorzata Foremniak jako Zuzanna Piotrowska
- Aleksandra Jędruszczak jako Joanna Piotrowska, córka Zuzanny
- Mariusz Wojciechowski jako jasnowidz
- Andrzej Popiel jako ekshibicjonista
- Anna Grycewicz jako nauczycielka
- Piotr Trojan jako barman
- Leszek Żukowski jako gość w „Check-In”
- Tomasz Korczyk jako policjant
- Adam Krawczuk jako policjant

Odcinek 22:
- Małgorzata Pieczyńska jako Britta/Brygida Svensson
- Jerzy Grałek jako Ryszard Sidorek
- Sylwia Zmitrowicz jako Kinga Sidorek
- Magdalena Emilianowicz jako czytelniczka Britty Svensson
- Katarzyna Łaska jako czytelniczka Britty Svensson
- Maria Mamona jako czytelniczka Britty Svensson
- Karina Seweryn jako adwokatka Anny Horwat

Odcinek 23:
- Leszek Lichota jako Kazimierz Migoń
- Julia Kijowska jako Basia
- Dawid Zawadzki jako Marcin

Odcinek 24:
- Magdalena Górska jako Agata
- Modest Ruciński jako Jacek
- Anna Maria Buczek jako Patrycja
- Katarzyna Cynke jako Majka
- Arkadiusz Gołębiowski jako policjant
- Piotr Miazga jako policjant

Odcinek 25:
- Krzysztof Banaszyk jako Dawid
- Ewa Skibińska jako Magda
- Jacek Poniedziałek jako Szymon
- Kacper Filoda jako Patryk
- Mirosław Neinert jako Edek
- Julia Pogrebińska jako Jagoda Górska

Odcinek 26:
- Tomasz Stockinger jako Wiktor Mrugała
- Marta Dobecka jako Dominika
- Bożena Krzyżanowska jako Alicja Mrugała
- Sławomir Doliniec jako Piotr Mrugała
- Jan Monczka jako ojciec Artura

#### Seria trzecia
Odcinek 27:
- Stefano Terrazzino jako Giantpietro Karbowski, mąż Weroniki
- Lena Frankiewicz jako Weronika Karbowska
- Paulina Zgoda jako Marysia Walica
- Paweł Kowalczyk jako Maciej Walica, brat Marysi

Odcinek 28:
- Piotr Grabowski jako Mariusz Skalski
- Piotr Rogucki jako Henio
- Joanna Drozda jako Mariola, żona Henia
- Przemysław Stippa jako Maciek, pracownik agencji reklamowej

Odcinek 29:
- Paulina Chapko jako Daria Pruska
- Karolina Chapko jako Justyna Pruska
- Łukasz Nowicki jako Łukasz Hartman, adwokat
- Dariusz Wnuk jako Marek Domagała, mąż Darii
- Sławomira Łozińska jako Urszula Szwed, matka Iwony

Odcinek 30:
- Maria Niklińska jako Ada Wójcik
- Sambor Czarnota jako Tymon
- Marcin Korcz jako Darek

Odcinek 31:
- Katarzyna Maciąg jako Grażyna Orzechowska
- Krystian Wieczorek jako Aleksander, partner Grażyny
- Dominika Markuszewska jako wróżka Miranda

Odcinek 32:
- Monika Krzywkowska jako Paulina
- Bartłomiej Świderski jako Szymon Tarnowski
- Roksana Krzemińska jako Monika
- Jakub Jankiewicz jako Marcin Tarnowski, syn Szymona

Odcinek 33:
- Jan Jankowski jako Krzysztof Wygoda
- Wiktoria Gorodeckaja jako Helena Stankiewicz
- Andrzej Niemyt jako Bartek Wygoda, syn Krzysztofa
- Iwona Fornalczyk jako Irena Stankiewicz, matka Heleny
- Milena Suszyńska jako Aldona Stankiewicz, siostra Heleny
- Jakub Ulewicz jako kierowca limuzyny
- Marcin Sztabiński jako ksiądz

Odcinek 34:
- Krzysztof Ibisz jako aktor Cyprian Borowicz
- Anna Prus jako Maja, agentka Borowicza

Odcinek 35:
- Kinga Ilgner jako Danka Łowicka, znajoma Iwony (także w odcinku 52)
- Anna Guzik jako Ewa, znajoma Iwony
- Grzegorz Łukawski jako Maciek, znajomy Iwony
- Leszek Stanek jako Arek, syn Danki

Odcinek 36:
- Marta Żmuda Trzebiatowska jako Alicja
- Michał Lewandowski jako Paweł
- Laura Breszka jako Ula
- Jolanta Żółkowska jako właścicielka mieszkania Julki i Igora
- Jacek Pluta jako taksówkarz
- Renata Pękul jako lekarka

Odcinek 37:
- Anna Romantowska jako Hanna Kolasa-Johnsson, ciotka Jagi
- Małgorzata Sadowska jako Jaga
- Przemysław Kozłowski jako Witek, mąż Jagi
- Damian Ul jako Borys
- Piotr Siwkiewicz jako pan Stefan

Odcinek 38:
- Katarzyna Pakosińska jako Anita
- Katarzyna Kwiatkowska jako Iza Gadomska
- Mariusz Kiljan jako Kamil Gadomski
- Piotr Grabowski jako sąsiad Malewicza
- Józef Pawłowski jako chłopak

Odcinek 39:
- Grzegorz Wolf jako Stanisław
- Łukasz Garlicki jako Rafał Stankiewicz, szef firmy „Paloma Bay”
- Małgorzata Prażmowska jako emerytka
- Krystyna Horodyńska jako emerytka
- Aldona Jankowska jako sąsiadka
- Norbert Kaczorowski jako policjant
- Piotr Witwicki jako dziennikarz Polsat News

#### Seria czwarta
Odcinek 40:
- Katarzyna Warnke jako piosenkarka Milena Adamus
- Krzysztof Respondek jako Paweł, mąż Mileny
- Krzysztof Wach jako paparazzi Darek
- Jan Rostowski jako Jasio, syn Mileny i Pawła
- Zbigniew Dziduch jako lekarz prowadzący (także w odcinku 42)

Odcinek 41:
- Mariusz Pogonowski jako Aleksander Zimnoch
- Jakub Tolak jako Olek
- Karolina Kamińska jako Karina
- Marek Frąckowiak jako profesor Ciszewski (także w odcinku 51)

Odcinek 42:
- Lude Reno jako Samuel Legba
- Anna Gzyra jako Ewa Woroszyło
- Joanna Jeżewska jako Marianna Woroszyło, matka Ewy

Odcinek 43:
- Natalia Rybicka jako Beata
- Tomasz Ciachorowski jako Filip, były narzeczony Beaty
- Grzegorz Gadziomski jako Jarek
- Mariusz Ostrowski jako Roman

Odcinek 44:
- Ewa Kaim jako Ina Borucka
- Agnieszka Popielewicz jako dziennikarka

Odcinek 45:
- Tomasz Borkowski jako Kamil Gral
- Ilona Ostrowska jako Wera Ignaciuk
- Paweł Ławrynowicz jako Hubert Ignaciuk, mąż Wery

Odcinek 46:
- Agnieszka Wosińska jako Irena
- Marta Wierzbicka jako Monika, córka Ireny
- Lionel Lagerbe jako Jean-Noel Picauchoux
- Ireneusz Dydliński jako prezes klubu
- Krzysztof Zakrzewski jako parkingowy

Odcinek 47:
- Dorota Kwiatkowska-Rae jako Izabela Hajdar, wdowa po Jerzym Hajdarze
- Andrzej Deskur jako Maciej Hajdar, syn Jerzego
- Krzysztof Pluskota jako Piotr Wójcik, pracownik Jerzego Hajdara
- Barbara Kałużna jako Anna Wójcik, pracownica Jerzego Hajdara
- Andrzej Chichłowski jako notariusz Adam Wilk
- Artur Łodyga jako księgowy
- Zygmunt Sierakowski jako Jerzy Hajdar

Odcinek 48:
- Paweł Wawrzecki jako Marcin Zawada
- Katarzyna Figura jako Wanda, kochanka Zawady
- Krzysztof Stelmaszyk jako Grzegorz, mąż Wandy
- Gabriela Oberbek jako Patrycja Zawada, córka Marcina

Odcinek 49:
- Rafał Zawierucha jako Łukasz Paprotka
- Kaja Paschalska jako Bożena Malinowska, koleżanka Kuby
- Karol Łukasik jako Antek, syn Bożeny

Odcinek 50:
- Jakub Świderski jako barman Jacek Jagoda
- Adam Krawczyk jako barman Marek Olejniczak
- Paweł Domagała jako Kajetan Jagoda, brat Jacka
- Kornelia Angowska jako Roma, dziewczyna Kajetana
- Marek Kałużyński jako Van Den Rhode, fundator nagrody w konkursie barmańskim

Odcinek 51:
- Rafał Rutkowski jako Tobiasz Mamejko
- Rafał Zawierucha jako Karol Paprotka Paprotka, brat bliźniak Łukasza (także w odcinku 52)
- Krzysztof Artur Janczar jako policjant
- Cezary Jankowski jako policjant

Odcinek 52:
- Tomasz Gęsikowski jako Witek Janowski
- Ewa Gawryluk jako Zofia Janowska, żona Witka
- Zbigniew Kozłowski jako urzędnik USC
- Arkadiusz Brykalski jako Dariusz

#### Seria piąta
Odcinek 53:
- Sławomir Orzechowski jako Marian Chociej
- Kamila Jarosińska jako Edyta, córka Mariana
- Andrzej Młynarczyk jako Robert Mazurek, narzeczony Edyty
- Marta Manowska jako koleżanka z ekipy
- Władysław Grzywna jako reżyser

Odcinek 54:
- Jolanta Fraszyńska jako Grażyna Jabłońska
- Piotr Gąsowski jako Mariusz Jabłoński, mąż Grażyny
- Marek Kaliszuk jako Adrian, wynajęty partner Grażyny
- Paweł Kleszcz jako Bruno Kłopocki
- Zbigniew Kozłowski jako jubiler
- Alicja Gwiazda jako czytelniczka

Odcinek 55:
- Dorota Chotecka jako Sylwia
- Sonia Mietielica jako Maja, córka Sylwii
- Gabriel Piotrowski jako Kajtek
- Anna Jażdżyk jako Baśka
- Michał Malinowski jako Dawid
- Beata Chruścińska jako klientka Andrzeja

Odcinek 56:
- Violetta Arlak jako Amelia Halicka
- Rafał Ostrowski jako Janusz Walas
- Damian Aleksander jako Marek

Odcinek 57:
- Ewa Kutynia jako Kalina Gajda
- Marcin Piętowski jako Filip Gajda, mąż Kaliny
- Joanna Sydor jako Agata Karska, kochanka Filipa Gajdy

Odcinek 58:
- Cezary Żak jako Lesław
- Ewelina Serafin jako Adrianna Gmyz, dziewczyna Lesława
- Elżbieta Gaertner jako profesor Krystyna Zabierzowska
- Aleksy Komorowski jako Patryk, kolega Adrianny
- Adriana Kalska jako Lilka, znajoma Adrianny
- Dagmara Banaczek jako Paula, znajoma Adrianny
- Tomasz Kalczyński jako Woźniak

Odcinek 59:
- Przemysław Bluszcz jako Albert Pokora
- Elżbieta Kwinta jako Dominika Prus, siostra Wiktora Prusa

Odcinek 60:
- Dorota Naruszewicz jako Irena
- Bartłomiej Kasprzykowski jako Cezary, mąż Ireny
- Agnieszka Pawełkiewicz jako Gabrysia
- Elżbieta Jodłowska jako kwiaciarka
- Jacek Król jako robotnik Władzio
- Andrzej Niemirski jako biznesmen

Odcinek 61:
- Mirosław Haniszewski jako Rafał Laskowski
- Krzysztof Franieczek jako właściciel kasyna (także w odcinku 62)

Odcinek 62:
- Karolina Gorczyca jako Anna Makowska, siostra recepcjonisty Damiana
- Cezary Łukaszewicz jako Krzysztof Janicki
- Maciej Radel jako znajomy

Odcinek 63:
- Paweł Królikowski jako Ryszard Wojno
- Katarzyna Misiewicz jako pielęgniarka (także w odcinku 64 i 65)

Odcinek 64:
- Grzegorz Małecki jako Marek
- Wojciech Chorąży jako Adrian
- Bartosz Żukowski jako Jurek
- Elena Leszczyńska jako prostytutka Zornica

Odcinek 65:
- Anna Polony jako aktorka Helena Jaworowska
- Piotr Kaszubski jako kumpel Łukasza
- Paweł Przyborowski jako kumpel Łukasza

#### Seria szósta
Odcinek 66:
- Anita Sokołowska jako Sonia Sawicka
- Łukasz Konopka jako Norbert, narzeczony Sonii
- Ewa Biała jako matka Sonii

Odcinek 67:
- Konrad Darocha jako bokser Rafał Małek
- Michał Sękiewicz jako bokser Adam Kulig
- Paweł Ferens jako Bartek Kulig, brat Adama
- Roman Bugaj jako trener Kuliga
- Mirosława Olbińska jako Malińska
- Sławomir Sulej jako Maliński
- Mateusz Borek jako reporter

Odcinek 68:
- Dorota Kuduk jako Anna
- Mateusz Janicki jako Tomasz Wróblewski
- Agnieszka Sienkiewicz jako Sylwia, siostra Anny

Odcinek 69:
- Adam Pater jako Jeremi Konieczny, znajomy Andrzeja
- Jakub Zdrójkowski jako Bartek Konieczny, syn Jeremiego
- Natalia Keber jako Małgosia Konieczna, córka Jeremiego
- Agnieszka Judycka jako kandydatka
- Elżbieta Romanowska jako kandydatka Hanna

Odcinek 70:
- Piotr Polk jako Janusz Kujawa
- Anna Cieślak jako Magda, żona Janusza
- Magdalena Wojnarowska jako Helena, była żona Janusza
- Zbigniew Styrczula jako Marek Kujawa, syn Janusza

Odcinek 71:
- Łukasz Płoszajski jako Maciej Smalik
- Maria Góralczyk jako Agata, dziewczyna Macieja
- Aneta Zając jako Malwina, kochanka Macieja
- Tomasz Augustynowicz jako PR-owiec (także w odcinku 74)
- Kamila Matyszczak jako kelnerka

Odcinek 72:
- Joanna Koroniewska jako Diana Lesiak, narzeczona księdza Bartka
- Marcin Stec jako ksiądz Bartek Warzecha
- Ewa Wencel jako parafianka Marzena
- Lidia Bogaczówna jako parafianka Anna
- Elżbieta Czerwińska jako parafianka Krystyna
- Marcin Lewandowski jako biznesmen

Odcinek 73:
- Piotr Szwedes jako Wiktor Rowicki
- Anna Kerth jako Alicja
- Aleksander Mikołajczak jako Janusz, ojciec Alicji

Odcinek 74:
- Julia Wyszyńska jako Ada Kowalska
- Jerzy Połoński jako Grzegorz Brudziński
- Marcin Kwaśny jako Wojtek, mąż Ady
- Magdalena Bendek jako Aleksandra, żona Grzegorza
- Maciej Robakiewicz jako Marek Kurowski (także w odcinku 77)

Odcinek 75:
- Marcin Przybylski jako Waldek „Vincent” Kozłowski
- Konrad Marszałek jako reżyser
- Ireneusz Kozioł jako właściciel lokalu

Odcinek 76:
- Jerzy Schejbal jako Marian Marczewski
- Anna Radwan jako Grażyna, córka Mariana
- Paweł Pabisiak jako Roman, syn Mariana
- Hanna Śleszyńska jako Zyta, córka Mariana
- Andrzej Pieczyński jako Wojciech Rostkowski

Odcinek 77:
- Ewa Kaim jako Liliana Berniak, właścicielka agencji modelek
- Maria Pawłowska jako Asia Berniak, pasierbica Liliany
- Rafał Maćkowiak jako Makary Wolski, projektant bielizny
- Radosław Pazura jako Krzysztof Berniak, mąż Liliany
- Michał Piela jako Aleksander Greszta

Odcinek 78:
- Robert Gonera jako Hubert Perski

#### Seria siódma
Odcinek 79:
- Tomasz Karolak jako Andrzej Radecki
- Katarzyna Kołeczek jako Iza
- Maciej Jachowski jako drugi pilot, Jacek
- Maciej Beczek jako nawigator Bartek
- Eryk Pratsko jako Maks, syn Izy
- Wojciech Brzeziński jako detektyw Haberski (także w odcinku 84)
- Karina Seweryn jako stewardessa Maja

Odcinek 80:
- Beata Ścibakówna jako Dorota, Matka Magdy
- Julia Rosnowska jako Magda
- Piotr Pilitowski jako Jacek, Ojciec Magdy
- Mateusz Ławrynowicz jako Adam, Mąż Magdy
- Elżbieta Jodłowska jako Irena, opiekunka Krzysia
- Rafał Mohr jako reżyser (także w odcinku 81 i 84)
- Kamila Kamińska jako dziewczyna
- Milena Staszuk jako dziewczyna

Odcinek 81:
- Piotr Cyrwus jako Marcin Turowiak
- Grażyna Błęcka-Kolska jako Anna Turowiak, żona Marcina
- Paulina Komenda jako Jusia Turowiak, córka Marcina
- Bartosz Żuchowski jako Piotr Turowiak, syn Marcina

Odcinek 82:
- Katarzyna Maciąg jako Monika
- Piotr Piksa jako Kuba
- Paweł Orleański jako Konicki
- Zbigniew Suszyński jako Boruń
- Beata Chruścińska jako Lidka
- Magdalena Woleńska jako Sabina
- Bartłomiej Krat jako ochroniarz Konickiego
- Karol Wróblewski jako Burzyński

Odcinek 83:
- Cezary Pazura jako Sulima, ojciec Darii
- Adriana Kalska jako Daria Sulima
- Stefan Pawłowski jako Bartek, chłopak Darii

Odcinek 84:
- Dominika Ostałowska jako Nina Richter
- Irena Melcer jako Hania
- Oskar Hamerski jako Dariusz, asystent Niny Richter
- Robert Buczyński jako wisażysta (także w odcinku 85)

Odcinek 85:
- Piotr Domalewski jako Knapik
- Joanna Derengowska jako Joasia Drabik
- Marta Klubowicz jako Alina Drabik, matka Joasi
- Wiesław Cichy jako Szostak, teść Knapika
- Marianna Januszewicz jako dziennikarka Martyna Mazur
- Zbigniew Konopka jako wąsaty mężczyzna
- Marek Prażanowski jako właściciel mieszkania

Odcinek 86:
- Julia Kamińska jako Justyna Tańska
- Mikołaj Krawczyk jako Michał, narzeczony Karoliny
- Aleksandra Adamska jako Karolina Malicka
- Bogusław Kudłek jako świadek
- Małgorzata Zajączkowska jako matka Karoliny
- Ireneusz Machnicki jako kierownik USC
- Dagmara Bąk jako świadkowa

Odcinek 87:
- Jarosław Jakimowicz jako aktor Jan Wilczyński
- Anna Szarek jako Agata Wilczyńska, żona Jana
- Mateusz Rzeźniczak jako Patryk Wilczyński, syn Jana
- Anna Samusionek jako Paulina, była żona Jana Wilczyńskiego, matka Patryka

Odcinek 88:
- Edyta Olszówka jako Dorota Madejska
- Filip Szczepkowski jako Paweł Madejski, syn Doroty
- Andrzej Deskur jako mężczyzna umówiony na spotkanie z Madejską
- Karolina Syska jako oburzony gość
- Kacper Anuszewski jako policjant (także w odcinku 89)
- Kamil Cetnarowicz jako mężczyzna
- Beata Schimscheiner jako kobieta

Odcinek 89:
- Mateusz Grydlik jako Jacek Puciło
- Aleksandra Kisio jako Kamila Żegota, narzeczona Puciły
- Agnieszka Kawiorska jako Zuza, przyjaciółka Kamili
- Kamil Czarnecki jako Rafał, kochanek Kamili
- Ewa Telega jako Zofia Puciło, matka Jacka

Odcinek 90:
- Kacper Kuszewski jako Filip Malik, partner Mai
- Klementyna Szymańska jako Maja
- Agnieszka Warchulska jako Barbara, matka Mai
- Marcin Hycnar jako Irek Gorczyński (także w odcinku 91)
- Krzysztof Cybiński jako ojciec Mai
- Paweł Brandys jako policjant

Odcinek 91:
- Katarzyna Figura jako Natasza Filipowicz
- Krzysztof Stelmaszyk jako Mikołaj Filipowicz
- Krzysztof Wach jako Błażej Filipowicz, syn Nataszy i Mikołaja
- Grzegorz Daukszewicz jako Marcin
- Krzysztof Gosławski jako policjant
- Krzysztof Maciołek jako policjant
- Katarzyna Jamróz jako gość na przyjęciu Filipowiczów
- Wojciech Paszkowski jako gość na przyjęciu Filipowiczów
- Jan Heba jako gość na przyjęciu Filipowiczów
- Dariusz Siastacz jako prokurator

## Spis serii
| Seria | Sezon       | Odcinki    | Premiera serii  | Finał serii       | Pora emisji    | Średnia oglądalność |
| ----- | ----------- | ---------- | --------------- | ----------------- | -------------- | ------------------- |
| 1.    | wiosna 2010 | 1–13 (13)  | 25 lutego 2010  | 27 maja 2010      | czwartek 21.00 | 3 076 769           |
| 2.    | jesień 2010 | 14–26 (13) | 2 września 2010 | 25 listopada 2010 | czwartek 21.00 | 2 713 602           |
| 3.    | wiosna 2011 | 27–39 (13) | 24 lutego 2011  | 19 maja 2011      | czwartek 21.00 | 2 664 995           |
| 4.    | jesień 2011 | 40–52 (13) | 1 września 2011 | 24 listopada 2011 | czwartek 21.00 | 2 639 322           |
| 5.    | wiosna 2012 | 53–65 (13) | 1 marca 2012    | 24 maja 2012      | czwartek 21.00 | 2 254 398           |
| 6.    | jesień 2012 | 66–78 (13) | 6 września 2012 | 29 listopada 2012 | czwartek 21.00 | 2 271 102           |
| 7.    | jesień 2013 | 79–91 (13) | 5 września 2013 | 28 listopada 2013 | czwartek 21.00 | 1 687 189           |

## Oglądalność
| Odcinek | I seria                    | II seria                       | III seria                  | IV seria                       | V seria                    | VI seria                  | VII seria              |
| ------- | -------------------------- | ------------------------------ | -------------------------- | ------------------------------ | -------------------------- | ------------------------- | ---------------------- |
| 1       | 3 797 102 25 lutego 2010   | 2 501 660 2 września 2010      | 2 670 123 24 lutego 2011   | 2 572 259 1 września 2011      | 2 724 165 1 marca 2012     | 2 259 803 6 września 2012 | ? 5 września 2013      |
| 2       | 3 065 058 4 marca 2010     | 2 554 773 9 września 2010      | 2 671 072 3 marca 2011     | 2 704 511 8 września 2011      | 2 188 378 8 marca 2012     | ? 13 września 2012        | ? 12 września 2013     |
| 3       | 3 407 688 11 marca 2010    | 2 465 289 16 września 2010     | 2 482 639 10 marca 2011    | 2 335 599 15 września 2011     | 2 312 467 15 marca 2012    | ? 20 września 2012        | ? 19 września 2013     |
| 4       | 3 297 789 18 marca 2010    | 3 015 612 23 września 2010     | 2 738 612 17 marca 2011    | 2 732 625 22 września 2011     | 2 525 474 22 marca 2012    | ? 27 września 2012        | ? 26 września 2013     |
| 5       | 3 047 845 25 marca 2010    | 2 551 219 30 września 2010     | 2 739 035 24 marca 2011    | 2 592 306 29 września 2011     | 2 383 715 29 marca 2012    | ? 4 października 2012     | ? 3 października 2013  |
| 6       | 3 014 507 1 kwietnia 2010  | 2 761 521 7 października 2010  | 2 523 377 31 marca 2011    | 2 664 847 6 października 2011  | ? 5 kwietnia 2012          | ? 11 października 2012    | ? 10 października 2013 |
| 7       | 2 866 543 8 kwietnia 2010  | 2 799 924 14 października 2010 | 2 702 666 7 kwietnia 2011  | 2 711 407 13 października 2011 | 2 369 056 12 kwietnia 2012 | ? 18 października 2012    | ? 17 października 2013 |
| 8       | 3 093 462 22 kwietnia 2010 | 2 608 783 21 października 2010 | 2 699 130 14 kwietnia 2011 | 2 615 252 20 października 2011 | 2 387 297 19 kwietnia 2012 | ? 25 października 2012    | ? 24 października 2013 |
| 9       | 2 739 394 29 kwietnia 2010 | 2 910 723 28 października 2010 | 2 775 117 21 kwietnia 2011 | 2 686 406 27 października 2011 | ? 26 kwietnia 2012         | ? 1 listopada 2012        | ? 31 października 2013 |
| 10      | 2 945 628 6 maja 2010      | 2 734 299 4 listopada 2010     | 2 634 255 28 kwietnia 2011 | 2 686 491 3 listopada 2011     | ? 3 maja 2012              | ? 8 listopada 2012        | ? 7 listopada 2013     |
| 11      | 2 952 310 13 maja 2010     | 2 778 166 11 listopada 2010    | 2 542 341 5 maja 2011      | 2 379 864 10 listopada 2011    | ? 10 maja 2012             | ? 15 listopada 2012       | ? 14 listopada 2013    |
| 12      | 2 651 814 20 maja 2010     | 2 792 819 18 listopada 2010    | 2 633 395 12 maja 2011     | 3 013 259 17 listopada 2011    | ? 17 maja 2012             | ? 22 listopada 2012       | ? 21 listopada 2013    |
| 13      | 3 122 772 27 maja 2010     | 2 800 997 25 listopada 2010    | 2 833 028 19 maja 2011     | 2 616 382 24 listopada 2011    | ? 24 maja 2012             | ? 29 listopada 2012       | ? 28 listopada 2013    |
| Średnio | 3 076 769                  | 2 713 602                      | 2 664 995                  | 2 639 322                      | 2 254 398                  | 2 271 102                 | 1 687 189              |

## Produkcja
Po emisji 6 serii serial został zdjęty z anteny jesienią 2012, jednak 16 kwietnia 2013 telewizja Polsat poinformowała o produkcji siódmej serii, którą wyemitowano jesienią 2013.